# Глогувко (Нижньосілезьке воєводство)
Глогувко (пол. Głogówko, нім. Glogischdorf) — село в Польщі, у гміні Котля Глогувського повіту Нижньосілезького воєводства. Населення — 376 осіб (2011).
У 1975-1998 роках село належало до Легницького воєводства.

## Демографія
Демографічна структура станом на 31 березня 2011 року:
|          | Загалом | Допрацездатний вік | Працездатний вік | Постпрацездатний вік |
| -------- | ------- | ------------------ | ---------------- | -------------------- |
| Чоловіки | 192     | 37                 | 140              | 15                   |
| Жінки    | 184     | 35                 | 116              | 33                   |
| Разом    | 376     | 72                 | 256              | 48                   |